# Moritz Abraham Stern
Moritz Abraham Stern, anche Moriz Abraham Stern (Francoforte sul Meno, 29 giugno 1807 – Zurigo, 30 gennaio 1894), è stato un matematico tedesco.
Stern divenne professore ordinario dell'Università di Gottinga nel 1858 come successore di Carl Friedrich Gauss. Egli fu il primo professore ordinario di una università tedesca di origine ebrea.
Egli fu, insieme a Gauss, uno degli insegnanti di Bernhard Riemann. Egli fu anche di grande aiuto per Ferdinand Eisenstein nella formulazione di una dimostrazione del teorema di reciprocità quadratica.
Stern si è interessato dei numeri primi che non possono essere espressi come somma di un altro primo e del doppio di un intero quadrato; questi numeri ora sono chiamati primi di Stern.
Egli è noto anche per aver determinata quella che viene ora chiamata serie diatomica di Stern.
Si tratta della successione
1, 1, 2, 1, 3, 2, 3, 1, 4, …
che conta il numero dei modi di scrivere un intero naturale come somma di potenze di 2 usando ciascuna potenza non più di una volta.